# 보흐단 셰르슌
보흐단 미콜라요비치 셰르슌(우크라이나어: Богда́н Микола́йович Ше́ршун, 1981년 5월 14일~2024년 1월 8일)은 우크라이나의 축구 선수이다.
현역 은퇴 후 투병 생활을 하다가 2024년 1월 42세의 나이로 사망했다.